# 賛首流
賛首流（さんしゅりゅう、朝鮮語: 찬수류、生没年不詳）は、『南斉書』に登場する百済の東城王代の将軍。

## 人物
『南斉書』によると、490年に北魏軍が百済に侵攻したため、東城王は、解礼昆、沙法名、賛首流、木干那に命じて、北魏軍を迎撃したという。495年、この戦功により、賛首流は、南斉皇帝より「行安国将軍壁中王」の官爵を授けられたという。

## 考証
北魏軍が黄海を渡海して百済本国を攻撃したとは考えにくいため、北魏軍による百済攻撃は、百済本国ではなく、遼西にあったという百済の「西百済」とみる見解がある。
ただし、『南斉書』に登場する「西百済」の存在自体が疑問視されている。